# Pendolo di Wilberforce

Pendolo di Wilberforce.

Il pendolo di Wilberforce, inventato dal fisico britannico Lionel Robert Wilberforce verso il 1896, serve per osservare trasformazioni dell'energia meccanica.

## Struttura
Il pendolo di Wilberforce è formato da una molla elicoidale la cui estremità superiore è attaccata al soffitto, e quella inferiore è attaccata rigidamente ad un peso.
Affinché il dispositivo funzioni bene, il periodo della oscillazione verticale (determinato dalla massa del peso e dalla costante elastica longitudinale della molla) deve essere molto prossimo al periodo della oscillazione torsionale (determinato dal momento di inerzia del peso e dalla costante elastica torsionale della molla).
Se questi due periodi sono uguali, quando si sposta verticalmente il peso dalla sua posizione di equilibrio si innesca una oscillazione verticale che si mescola gradualmente con una oscillazione torsionale fino a che il moto diventa puramente torsionale, e poi di nuovo alla oscillazione torsionale si mescola una oscillazione verticale e si smorza la oscillazione torsionale.
Questa trasformazione ciclica di energia cinetica traslazionale in energia cinetica torsionale e viceversa continua fino a che il moto dell'oscillazione si smorza per effetto delle forze dissipative.

## Funzionamento
La trasformazione del moto da oscillazione longitudinale (verticale) a oscillazione torsionale e viceversa, avviene per effetto dell'accoppiamento tra deformazione longitudinale e deformazione torsionale della molla, dovuto alla struttura elicoidale della molla stessa.
Il moto di questo oscillatore è particolarmente affascinante perché, se osservato da lontano, la torsione si nota poco, e sembra che esso a tratti si fermi e poi riprenda ad oscillare verticalmente.
È tuttavia possibile, in un pendolo di Wilberforce bene accordato (ovvero con periodo longitudinale e torsionale identici) eccitare un tipo di moto che evita il battimento tra oscillazioni verticali e torsionali: per ottenere questo tipo di moto si deve eccitare l'oscillatore con una contemporanea elongazione ed opportuna torsione. Il valore dell'angolo di torsione iniziale per ogni valore di elongazione iniziale si può ricavare sperimentalmente semplicemente appendendo al peso una piccola massa aggiuntiva e misurando le risultanti elongazione o torsione quando il pendolo ha raggiunto la nuova posizione di equilibrio.

## Equazioni del moto
Consideriamo una molla di costante elastica longitudinale {\displaystyle k_{z}} e costante elastica torsionale {\displaystyle k_{\theta }}, alla quale è agganciata una massa {\displaystyle m} con momento d'inerzia {\displaystyle I} rispetto al suo asse verticale. Siano {\displaystyle z} lo spostamento longitudinale e {\displaystyle \theta } lo spostamento rotazionale misurati dalla posizione di equilibrio. Assumiamo infine un accoppiamento lineare per piccoli spostamenti longitudinali e rotazionali con costante di accoppiamento {\displaystyle \varepsilon }. Questo termine di accoppiamento tiene conto del fatto che l'energia nella direzione {\displaystyle z} dipende dall'energia nella direzione {\displaystyle \theta } e viceversa: {\displaystyle \varepsilon } è la misura di questo accoppiamento e dipende dalle proprietà della molla.
Le equazioni del moto in {\displaystyle z} e {\displaystyle \theta } del sistema sono
{\displaystyle \left\{{\begin{matrix}m{\ddot {z}}+k_{z}z+{\frac {1}{2}}\varepsilon \theta &=0\\I{\ddot {\theta }}+k_{\theta }\theta +{\frac {1}{2}}\varepsilon z&=0\end{matrix}}\right.}
Si noti che nel caso di accoppiamento nullo si ritrovano le equazioni delle oscillazioni semplici.
Ponendo {\displaystyle \omega _{z}^{2}={\frac {k_{z}}{m}}} e {\displaystyle \omega _{\theta }^{2}={\frac {k_{\theta }}{I}}} le pulsazioni naturali dei moti longitudinale e rotazionale disaccoppiati, le equazioni del moto divengono
{\displaystyle \left\{{\begin{matrix}{\ddot {z}}+\omega _{z}^{2}z+{\frac {\varepsilon }{2m}}\theta &=0\\{\ddot {\theta }}+\omega _{\theta }^{2}\theta +{\frac {\varepsilon }{2I}}z&=0\end{matrix}}\right.}

### Derivazione tramite la Lagrangiana
La lagrangiana del sistema {\displaystyle {\mathcal {L}}} è la differenza dell'energia cinetica e dell'energia potenziale:
{\displaystyle {\mathcal {L}}(\zeta ,\,\vartheta ,{\dot {\zeta }},\,{\dot {\vartheta }},\,t)=T({\dot {\zeta }},\,{\dot {\vartheta }},\,t)-U(\zeta ,\,\vartheta ,\,t)=\left({\frac {1}{2}}m{\dot {\zeta }}^{2}+{\frac {1}{2}}I{\dot {\vartheta }}^{2}\right)-\left({\frac {1}{2}}k_{z}(\zeta -\ell )^{2}+{\frac {1}{2}}k_{\theta }\vartheta ^{2}+{\frac {1}{2}}\varepsilon (\zeta -\ell )\vartheta -mg\zeta \right)}
Giacché l'energia cinetica e l'energia potenziale non dipendono esplicitamente dal tempo, nemmeno la lagrangiana dipende esplicitamente da tempo, ossia
{\displaystyle {\mathcal {L}}(\zeta ,\,\vartheta ,{\dot {\zeta }},\,{\dot {\vartheta }})=T({\dot {\zeta }},\,{\dot {\vartheta }})-U(\zeta ,\,\vartheta )}
e il tempo {\displaystyle t} è una coordinata ciclica.
Tramite le equazioni di Eulero-Lagrange
{\displaystyle {\frac {\mathrm {d} }{\mathrm {d} t}}\left({\frac {\partial {\mathcal {L}}}{\partial {\dot {\zeta }}}}\right)-{\frac {\partial {\mathcal {L}}}{\partial \zeta }}=0,\quad {\frac {\mathrm {d} }{\mathrm {d} t}}\left({\frac {\partial {\mathcal {L}}}{\partial {\dot {\vartheta }}}}\right)-{\frac {\partial {\mathcal {L}}}{\partial \vartheta }}=0}
si trovano le equazioni del moto in {\displaystyle \zeta } e {\displaystyle \vartheta }
{\displaystyle m{\ddot {\zeta }}+k_{z}(\zeta -\ell )+{\frac {1}{2}}\varepsilon \vartheta -mg=0}
{\displaystyle I{\ddot {\vartheta }}+k_{\theta }\vartheta +{\frac {1}{2}}\varepsilon (\zeta -\ell )=0}
Le posizioni di equilibrio {\displaystyle \zeta _{0}} e {\displaystyle \vartheta _{0}} si trovano imponendo che le accelerazioni longitudinale e angolare siano nulle, ossia
{\displaystyle k_{z}(\zeta _{0}-\ell )+{\frac {1}{2}}\varepsilon \vartheta _{0}-mg=0}
{\displaystyle k_{\theta }\vartheta _{0}+{\frac {1}{2}}\varepsilon (\zeta _{0}-\ell )=0}
Ponendo {\displaystyle \zeta _{0}=\ell +z_{\mathrm {eq} }} e {\displaystyle \vartheta _{0}=\theta _{\mathrm {eq} }} queste ultime diventano
{\displaystyle k_{z}z_{\mathrm {eq} }+{\frac {\varepsilon }{2}}\theta _{\mathrm {eq} }=mg}
{\displaystyle k_{\theta }\theta _{\mathrm {eq} }+{\frac {\varepsilon }{2}}z_{\mathrm {eq} }=0}
che risolte forniscono
{\displaystyle z_{\mathrm {eq} }={\frac {mg}{k_{z}-{\frac {\varepsilon ^{2}}{4k_{\theta }}}}}}
{\displaystyle \theta _{\mathrm {eq} }=-{\frac {\varepsilon }{2k_{\theta }}}z_{\mathrm {eq} }=-{\frac {\varepsilon }{2k_{\theta }}}{\frac {mg}{k_{z}-{\frac {\varepsilon ^{2}}{4k_{\theta }}}}}}
Ponendo infine {\displaystyle z=\zeta -\zeta _{0}=\zeta -\ell -z_{\mathrm {eq} }} e {\displaystyle \theta =\vartheta -\vartheta _{0}=\vartheta -\theta _{\mathrm {eq} }} le equazioni del moto divengono
{\displaystyle m{\ddot {z}}+k_{z}z+{\frac {\varepsilon }{2}}\theta +\left(k_{z}z_{\mathrm {eq} }+{\frac {\varepsilon }{2}}\theta _{\mathrm {eq} }-mg\right)=0}
{\displaystyle I{\ddot {\theta }}+k_{\theta }\theta +{\frac {\varepsilon }{2}}z+\left(k_{\theta }\theta _{\mathrm {eq} }+{\frac {\varepsilon }{2}}z_{\mathrm {eq} }\right)=0}
e tenuto conto che le espressioni tra parentesi sono nulle in quanto sono le precedenti relazioni di equilibrio si ottiene infine
{\displaystyle m{\ddot {z}}+k_{z}z+{\frac {\varepsilon }{2}}\theta =0}
{\displaystyle I{\ddot {\theta }}+k_{\theta }\theta +{\frac {\varepsilon }{2}}z=0}

### Derivazione tramite le equazioni cardinali
La forza che agisce sul sistema è
{\displaystyle -F=k_{z}(\zeta -\ell )+{\frac {\varepsilon }{2}}\vartheta }
mentre il momento meccanico vale 
{\displaystyle -\tau =k_{\theta }\vartheta +{\frac {\varepsilon }{2}}(\zeta -\ell )}
Dalle equazioni cardinali della dinamica si ricava
{\displaystyle m{\ddot {\zeta }}=mg-k_{z}(\zeta -\ell )-{\frac {\varepsilon }{2}}\vartheta }
{\displaystyle I{\ddot {\vartheta }}=-k_{\theta }\vartheta -{\frac {\varepsilon }{2}}(\zeta -\ell )}
Le posizioni di equilibrio {\displaystyle \zeta _{0}=\ell +z_{\mathrm {eq} }} e {\displaystyle \vartheta _{0}=\theta _{\mathrm {eq} }} si trovano imponendo che le accelerazioni longitudinale e angolare siano nulle, ossia
{\displaystyle k_{z}z_{\mathrm {eq} }+{\frac {\varepsilon }{2}}\theta _{\mathrm {eq} }=mg}
{\displaystyle k_{\theta }\theta _{\mathrm {eq} }+{\frac {\varepsilon }{2}}z_{\mathrm {eq} }=0}
che risolte forniscono
{\displaystyle z_{\mathrm {eq} }={\frac {mg}{k_{z}-{\frac {\varepsilon ^{2}}{4k_{\theta }}}}}}
{\displaystyle \theta _{\mathrm {eq} }=-{\frac {\varepsilon }{2k_{\theta }}}z_{\mathrm {eq} }=-{\frac {\varepsilon }{2k_{\theta }}}{\frac {mg}{k_{z}-{\frac {\varepsilon ^{2}}{4k_{\theta }}}}}}
Ponendo infine {\displaystyle z=\zeta -\zeta _{0}=\zeta -\ell -z_{\mathrm {eq} }} e {\displaystyle \theta =\vartheta -\vartheta _{0}=\vartheta -\theta _{\mathrm {eq} }} le equazioni del moto divengono
{\displaystyle m{\ddot {z}}=mg-k_{z}(z+z_{\mathrm {eq} })-{\frac {\varepsilon }{2}}(\theta -\theta _{\mathrm {eq} })}
{\displaystyle I{\ddot {\theta }}=-k_{\theta }(\theta -\theta _{\mathrm {eq} })-{\frac {\varepsilon }{2}}(z+z_{\mathrm {eq} })}
ossia
{\displaystyle m{\ddot {z}}+k_{z}z+{\frac {\varepsilon }{2}}(\theta =mg-k_{z}z_{\mathrm {eq} })-{\frac {\varepsilon }{2}}\theta _{\mathrm {eq} }}
{\displaystyle I{\ddot {\theta }}+k_{\theta }\theta +{\frac {\varepsilon }{2}}z=-k_{\theta }-\theta _{\mathrm {eq} }-{\frac {\varepsilon }{2}}z_{\mathrm {eq} }}
e tenuto conto delle precedenti relazioni di equilibrio si ottiene infine
{\displaystyle m{\ddot {z}}+k_{z}z+{\frac {\varepsilon }{2}}\theta =0}
{\displaystyle I{\ddot {\theta }}+k_{\theta }\theta +{\frac {\varepsilon }{2}}z=0}

### Formulazione matriciale delle equazioni del moto
In forma matriciale il sistema di equazioni diviene
{\displaystyle {\mathcal {M}}{\ddot {\mathbf {X} }}(t)+{\mathcal {K}}\mathbf {X} (t)=0}
con 
{\displaystyle \mathbf {X} (t)=\left({\begin{matrix}z(t)\\\theta (t)\end{matrix}}\right)}
e le matrici {\displaystyle {\mathcal {M}}}  e {\displaystyle {\mathcal {K}}} sono la matrice delle masse e la matrice di rigidezza definite da
{\displaystyle {\mathcal {M}}=\left({\begin{matrix}m&0\\0&I\end{matrix}}\right)} e :{\displaystyle {\mathcal {K}}=\left({\begin{matrix}k_{z}&{\frac {\varepsilon }{2}}\\{\frac {\varepsilon }{2}}&k_{\theta }\end{matrix}}\right)}
o anche nella forma 
{\displaystyle {\ddot {\mathbf {X} }}(t)+{\mathcal {A}}\mathbf {X} (t)=0}
con 
{\displaystyle {\mathcal {A}}={\mathcal {M}}^{-1}{\mathcal {K}}=\left({\begin{matrix}\omega _{z}^{2}&{\frac {\varepsilon }{2m}}\\{\frac {\varepsilon }{2I}}&\omega _{\theta }^{2}\end{matrix}}\right)}

## Modi normali
Per trovare i modi normali ipotizziamo soluzioni del tipo {\displaystyle \mathbf {X} (t)=\mathbf {a} \mathrm {e} ^{i\omega t}} dove {\displaystyle \mathbf {a} =\left({\begin{matrix}a_{1}\\a_{2}\end{matrix}}\right)} è un vettore costante nel tempo e {\displaystyle \omega } rappresenta la pulsazione alla quale vibra l'intero sistema; il sistema di equazioni del moto diviene
{\displaystyle {\ddot {\mathbf {X} }}+{\mathcal {A}}\mathbf {X} =-\omega ^{2}\mathbf {X} +{\mathcal {A}}\mathbf {X} =({\mathcal {A}}-\omega ^{2}\mathbb {I} )\mathbf {X} =0}
dove {\displaystyle \mathbb {I} } rappresenta la matrice identità.
Il sistema di equazioni ammette soluzioni non triviali se il determinante della matrice dei coefficienti è nullo, ossia se 
{\displaystyle \det({\mathcal {A}}-\omega ^{2}\mathbb {I} )=\left({\begin{matrix}\omega _{z}^{2}-\omega ^{2}&{\frac {\varepsilon }{2m}}\\{\frac {\varepsilon }{2I}}&\omega _{\theta }^{2}-\omega ^{2}\end{matrix}}\right)=0}
che conduce al polinomio caratteristico
{\displaystyle \omega ^{4}-(\omega _{\theta }^{2}+\omega _{z}^{2})\omega ^{2}+\left(\omega _{z}^{2}\omega _{\theta }^{2}-{\frac {\varepsilon ^{2}}{4mI}}\right)=0}
le cui soluzioni sono
{\displaystyle \omega _{1}^{2}={\frac {1}{2}}\left\{(\omega _{\theta }^{2}+\omega _{z}^{2})+{\sqrt {(\omega _{\theta }^{2}-\omega _{z}^{2})^{2}+{\frac {\varepsilon ^{2}}{mI}}}}\right\}}
e
{\displaystyle \omega _{2}^{2}={\frac {1}{2}}\left\{(\omega _{\theta }^{2}+\omega _{z}^{2})-{\sqrt {(\omega _{\theta }^{2}-\omega _{z}^{2})^{2}+{\frac {\varepsilon ^{2}}{mI}}}}\right\}}
I modi del sistema sono gli autovettori {\displaystyle \mathbf {a} _{k}} associati agli autovalori {\displaystyle \omega _{k}} e la soluzione generale sarà la sovrapposizione dei modi del sistema, ossia la combinazione lineare
{\displaystyle \mathbf {X} (t)=\sum _{k}\lambda _{k}\mathbf {a} _{k}\mathrm {e} ^{i\omega t}=\lambda _{1}\mathbf {a} _{1}\mathrm {e} ^{+i\omega _{1}t}+\lambda _{2}\mathbf {a} _{2}\mathrm {e} ^{-i\omega _{1}t}+\lambda _{3}\mathbf {a} _{3}\mathrm {e} ^{+i\omega _{2}t}+\lambda _{4}\mathbf {a} _{4}\mathrm {e} ^{-i\omega _{2}t}}
dove {\displaystyle \lambda _{1},\ldots ,\,\lambda _{4}} sono i coefficienti non nulli della combinazione lineare.
Imponendo che le soluzioni siano reali, si ottiene che {\displaystyle \lambda _{1}\mathbf {a} _{1}=\lambda _{2}\mathbf {a} _{2}} e {\displaystyle \lambda _{3}\mathbf {a} _{3}=\lambda _{4}\mathbf {a} _{4}} e ponendo 
{\displaystyle \mathbf {\xi } _{1}={\frac {\lambda _{1}\mathbf {a} _{1}}{2}}={\frac {\lambda _{2}\mathbf {a} _{2}}{2}}\qquad {\text{e}}\qquad \mathbf {\xi } _{2}={\frac {\lambda _{3}\mathbf {a} _{3}}{2}}={\frac {\lambda _{4}\mathbf {a} _{4}}{2}}}
la soluzione del sistema diviene
{\displaystyle \mathbf {X} (t)=\mathbf {\xi } _{1}\cos {\omega _{1}t}+\mathbf {\xi } _{2}\cos {\omega _{2}t}}
Poiché i vettori {\displaystyle \mathbf {\xi } _{i}=\left({\begin{matrix}a_{i}\\b_{i}\end{matrix}}\right)} sono autovettori di {\displaystyle {\mathcal {A}}}, la relazione tra le componenti {\displaystyle a_{i}} e {\displaystyle b_{i}} è
{\displaystyle {\frac {a_{i}}{b_{i}}}={\frac {\varepsilon }{2m}}{\frac {1}{(\omega _{i}^{2}-\omega _{z}^{2})}}={\frac {2I}{\varepsilon }}(\omega _{i}^{2}-\omega _{\theta }^{2})=\gamma _{i}}
e pertanto la soluzione generale si scrive come
{\displaystyle \mathbf {X} (t)=b_{1}\left({\begin{matrix}\gamma _{1}\\1\end{matrix}}\right)\cos {\omega _{1}t}+b_{2}\left({\begin{matrix}\gamma _{2}\\1\end{matrix}}\right)\cos {\omega _{2}t}=b_{1}\gamma _{1}\left({\begin{matrix}1\\1/\gamma _{1}\end{matrix}}\right)\cos {\omega _{1}t}+b_{2}\gamma _{2}\left({\begin{matrix}1\\1/\gamma _{2}\end{matrix}}\right)\cos {\omega _{2}t}}.
Imponendo le condizioni iniziali {\displaystyle \mathbf {X} (0)=\mathbf {X} _{0}=\left({\begin{matrix}z_{0}\\\theta _{0}\end{matrix}}\right)} e {\displaystyle {\dot {\mathbf {X} }}(0)=\mathbf {0} =\left({\begin{matrix}0\\0\end{matrix}}\right)} si trovano infine le costanti {\displaystyle b_{1}} e {\displaystyle b_{2}}
{\displaystyle b_{1}=+{\frac {z_{0}-\gamma _{2}\theta _{0}}{\gamma _{1}-\gamma _{2}}}}
{\displaystyle b_{2}=-{\frac {z_{0}-\gamma _{1}\theta _{0}}{\gamma _{1}-\gamma _{2}}}}
Osserviamo che per far oscillare solo il modo 1 occorre avere {\displaystyle b_{1}=0}, ossia deve valere la relazione seguente tra {\displaystyle z_{0}} e {\displaystyle \theta _{0}}
{\displaystyle z_{0}=\gamma _{1}\theta _{0}={\frac {2I}{\varepsilon }}(\omega _{1}^{2}-\omega _{\theta }^{2})\theta _{0}}
Analogamente per far oscillare solo il modo 2 si deve soddisfare la condizione {\displaystyle b_{2}=0}; ossia
{\displaystyle z_{0}=\gamma _{2}\theta _{0}={\frac {2I}{\varepsilon }}(\omega _{2}^{2}-\omega _{\theta }^{2})\theta _{0}}

## Analisi per accoppiamento debole e in risonanza
Se la pulsazione dell'oscillazione longitudinale libera è identica alla la pulsazione dell'oscillazione rotazionale, ossia se {\displaystyle \omega _{\theta }=\omega _{z}}, il pendolo si trova in condizione di risonanza e si dice ben accordato. Indicando con {\displaystyle \omega _{0}=\omega _{\theta }=\omega _{z}} le espressioni si semplificano in 
{\displaystyle \omega _{1}^{2}=\omega _{0}^{2}+{\frac {\varepsilon }{2{\sqrt {mI}}}}}
e
{\displaystyle \omega _{2}^{2}=\omega _{0}^{2}-{\frac {\varepsilon }{2{\sqrt {mI}}}}}
Posto {\displaystyle {\frac {\varepsilon }{2\omega _{0}{\sqrt {mI}}}}=\omega _{B}}, per {\displaystyle \omega _{B}<<\omega _{0}} (ossia accoppiamento debole) è possibile usare l'approssimazione al primo ordine dello sviluppo binomiale per cui si ottiene
{\displaystyle \omega _{1}={\sqrt {\omega _{0}^{2}+{\frac {\varepsilon }{2{\sqrt {mI}}}}}}=\omega _{0}\left(1+{\frac {\omega _{B}}{\omega }}\right)^{1/2}\approx \omega _{0}\left(1+{\frac {1}{2}}{\frac {\omega _{B}}{\omega _{0}}}\right)=\omega _{0}+{\frac {\omega _{B}}{2}}}
e
{\displaystyle \omega _{2}={\sqrt {\omega _{0}^{2}-{\frac {\varepsilon }{2{\sqrt {mI}}}}}}=\omega _{0}\left(1-{\frac {\omega _{B}}{\omega _{0}}}\right)^{1/2}\approx \omega _{0}\left(1-{\frac {1}{2}}{\frac {\omega _{B}}{\omega _{0}}}\right)=\omega _{0}-{\frac {\omega _{B}}{2}}}
Si ottengono dunque le approssimazioni
{\displaystyle \omega _{1}-\omega _{2}\approx \omega _{B}}
{\displaystyle \omega _{1}+\omega _{2}\approx 2\omega _{0}}
La frequenza {\displaystyle \omega _{B}} è la frequenza di battimento prodotta dall'interferenza dei due modi normali; essa rappresenta la frequenza con cui i modi si alternano l'un l'altro e con cui quindi il moto da rotazionale diviene longitudinale e viceversa.
Osservando che valgono le relazioni
{\displaystyle \omega _{1}^{2}-\omega _{2}^{2}={\frac {\varepsilon }{\sqrt {mI}}}=2\omega _{0}\omega _{B}}
{\displaystyle \omega _{i}^{2}-\omega _{\theta }^{2}={\frac {\pm \varepsilon }{2{\sqrt {mI}}}}=\pm \omega _{0}\omega _{B}}
si ottengono le quantità
{\displaystyle \gamma _{i}={\frac {2I}{\varepsilon }}(\omega _{i}^{2}-\omega _{2}^{2})={\frac {2I}{\varepsilon }}\left({\frac {\pm \varepsilon }{2{\sqrt {mI}}}}\right)=\pm {\sqrt {\frac {I}{m}}}=\Gamma }
{\displaystyle \gamma _{1}-\gamma _{2}={\frac {2I}{\varepsilon }}(\omega _{1}^{2}-\omega _{\theta }^{2})={\frac {2I}{\varepsilon }}{\frac {\varepsilon }{\sqrt {mI}}}=2{\sqrt {\frac {I}{m}}}=\Gamma }
{\displaystyle b_{i}=\pm {\frac {1}{2\Gamma }}(z_{0}+\Gamma \theta _{0})}
dove si è indicato con {\displaystyle \Gamma ^{2}={\frac {I}{m}}} il raggio di girazione o raggio di inerzia.
Pertanto la soluzione {\displaystyle \mathbf {X} (t)} vale
{\displaystyle \mathbf {X} (t)={\frac {1}{2}}(z_{0}+\Gamma \theta _{0})\left({\begin{matrix}1\\1/\Gamma \end{matrix}}\right)\cos {\omega _{1}t}+{\frac {1}{2}}(z_{0}-\Gamma \theta _{0})\left({\begin{matrix}1\\-1/\Gamma \end{matrix}}\right)\cos {\omega _{2}t}}
dove si nota che il modo 1 oscilla per {\displaystyle z_{0}=\Gamma \theta _{0}}, mentre il modo 2 oscilla per {\displaystyle z_{0}=-\Gamma \theta _{0}}.